# Timothy O'Donovan
 (décembre 2018).
Si vous disposez d'ouvrages ou d'articles de référence ou si vous connaissez des sites web de qualité traitant du thème abordé ici, merci de compléter l'article en donnant les références utiles à sa vérifiabilité et en les liant à la section « Notes et références ».
Timothy O'Donovan (4 avril 1881 - 28 juin 1957) est une personnalité politique irlandaise du Farmers' Party et du Fine Gael, du comté de Cork en Irlande. Il est enseignant de 1923 à 1944, puis sénateur de 1944 à 1954, en qualité de Cathaoirleach du Seanad Éireann de 1948 à 1951.